# Sylvietta whytii
Sylvietta whytii là một loài chim trong họ Macrosphenidae.